# Verdienter Werktätiger der Land- und Forstwirtschaft der Deutschen Demokratischen Republik
Verdienter Werktätiger der Land- und Forstwirtschaft der Deutschen Demokratischen Republik war eine staatliche Auszeichnung  der Deutschen Demokratischen Republik (DDR), welche in Form eines Ehrentitels mit Urkunde und einer tragbaren Medaille verliehen wurde. 

## Beschreibung
Gestiftet wurde der Ehrentitel am 28. April 1977 und konnte an Arbeiter und Angestellte verliehen werden für:
- hervorragende Leistungen bei der Lösung volkswirtschaftlicher Aufgaben der Land- und Forstwirtschaft,
- besondere Verdienste und Initiativen im sozialistischen Wettbewerb,
- sozialistische Intensivierung und Anwendung des wissenschaftlich-technischen Dienstes und
- langjährige vorbildliche Einsatzbereitschaft.

Die Anzahl der Höchstverleihungen war pro Jahr auf 100 Ehrentitel begrenzt, musste sich aber diese Zahl auch noch mit dem Titel Verdienter Genossenschaftsbauer der Deutschen Demokratischen Republik teilen.

## Medaille zum Ehrentitel
Die vergoldete Medaille mit einem Durchmesser von 30 mm zeigt auf ihren Avers mittig einen Traktor (Kirowez K-700) vor einem Wald, umgeben von der Umschrift: VERDIENTER WERKTÄTIGER DER LAND- UND FORSTWIRTSCHAFT. Das Revers der Medaille zeigt das Staatswappen der DDR. Getragen wurde die Medaille auf der linken oberen Brustseite an einer 24 × 14 mm grün bezogenen Spange mit je 3,5 mm breiten schwarz-rot-goldenen Saum. In der Mitte des Bandes ist zusätzlich eine Miniatur des Staatswappen, ebenfalls vergoldet, aufgelegt worden.